# Bingoboys
I Bingoboys sono un gruppo musicale dance austriaco.
Hanno avuto successo in campo internazionale solo col primo singolo How to Dance (feat. Princessa), datato 1991.

## Formazione
- Klaus Biedermann
- Paul Pfab
- Helmut Wolfgruber

## Discografia
Album
- 1991 - The Best of Bingoboys
- 1995 - Color of Music

Singoli
- 1991 - How to Dance (feat. Princessa)
- 1991 - Borrowed Love (feat. Arnold Jarvis)
- 1991 - No Woman No Cry
- 1992 - Chartbuster
- 1993 - Ten More Minutes
- 1994 - Sugardaddy
- 1995 - No Communication